# Cleto Falcão
William Cleto Falcão de Alencar (Recife, 7 de novembro de 1952 – Maceió, 24 de setembro de 2011) foi um advogado e político brasileiro.
Iniciou a carreira política em 1976 pelo antigo Movimento Democrático Brasileiro (MDB), sendo presidente da Ala Jovem do partido. Depois do MDB e Partido do Movimento Democrático Brasileiro (PMDB, a nova legendo do mesmo partido), foi filiado ao Partido da Renovação Nacional (PRN) e Partido Social Democrático (PSD). Nestas legendas foi vereador, deputado estadual e deputado federal.
No final de década de 1980 foi líder de governo do então governador de Alagoas Fernando Collor e, no início da década de 1990, foi integrante da tropa de choque do então presidente Collor, parceria que acabou quando Falcão votou a favor do impeachment do presidente em 1992. 
Faleceu aos 58 anos de idade, em decorrência de um câncer de fígado.